# ローマ＝ヴェッレトリ線
ローマ＝ヴェッレトリ線（イタリア語: Ferrovia Roma-Velletri）は、イタリアの首都ローマ近郊の鉄道路線。ローマ市内とその南東近郊にあたるカステッリ・ロマーニ地方とを結ぶ、3つの路線のうちのひとつである。トレニタリアによって運行されており、他の2路線とともにラツィオ地方鉄道網 (FL lines) FL4 (it:FL4) （旧称FR4）の一部を構成する。 
ローマ中心部のローマ・テルミニ駅を起点とし、ヴェッレトリ駅（ローマ県ヴェッレトリ）に至る全長41kmのこの路線は、ローマ教皇ピウス9世の命により1863年に完成した。
|  | 0     | ローマ・テルミニ                                                                | ローマ・テルミニ                 |
|  |       | Innesto alla rete fondamentale                                                  |                                  |
|  |       | 相互接続線 チヴィタヴェッキア / レオナルド・エクスプレス （フィウミチーノ空港） |                                  |
|  | 4.25  | ローマ・カジリーナ 乗換のみ                                                     | ローマ・カジリーナ 乗換のみ      |
|  |       | 相互接続線 ラティーナ / ネットゥーノ                                            |                                  |
|  |       |                                                                                 |                                  |
|  | 9.98  | カパンネッレ ローマ市内の境界                                                   | カパンネッレ ローマ市内の境界    |
|  |       | グランデ・ラッコルド・アヌラーレ                                                |                                  |
|  | 13.92 | チャンピーノ 複線はここまで                                                     | チャンピーノ 複線はここまで      |
|  |       | 分岐 アルバーノ・ラツィアーレ / フラスカーティ / カッシーノ - ナポリ            |                                  |
|  | 15.96 | カザビアンカ                                                                    | カザビアンカ                     |
|  | 17.55 | サンタ・マリーア・デッレ・モーレ                                                | サンタ・マリーア・デッレ・モーレ |
|  | 23.38 | パヴォーナ                                                                      | パヴォーナ                       |
|  | 25.10 | カンチェッリエーラ                                                              | カンチェッリエーラ               |
|  | 28.31 | チェッキーナ                                                                    | チェッキーナ                     |
|  | 32.50 | ラヌーヴィオ                                                                    | ラヌーヴィオ                     |
|  | 35.90 | サン・ジェンナーロ                                                              | サン・ジェンナーロ               |
|  | 38.19 | サンテウロジア                                                                  | サンテウロジア                   |
|  | 41.01 | ヴェッレトリ                                                                    | ヴェッレトリ                     |

チャンピーノとヴェッレトリ間は単線である。以下の駅ですれ違う事が出来る:「パヴォーナ」、「チェッキーナ」、「ラヌーヴィオ」、「ヴェッレトリ」
2000年のジュビレオの時に、ラヌーヴィオからそう離れていないサン・ジェンナーロ停車場が完成し、これはジェンツァーノ・ディ・ローマというコムーネの一部（Landiという集落）にある。